# Chaetodon punctatofasciatus
Chaetodon punctatofasciatus е вид лъчеперка от семейство Chaetodontidae.

## Разпространение
Видът е разпространен в Австралия, Американска Самоа, Виетнам, Гуам, Индонезия, Кирибати (Лайн и Феникс), Малайзия, Малки далечни острови на САЩ (Уейк), Маршалови острови, Микронезия, Остров Рождество, Острови Кук, Палау, Папуа Нова Гвинея, Провинции в КНР, Самоа, Северни Мариански острови, Соломонови острови, Тайван, Фиджи, Филипини, Френска Полинезия и Япония.